# Etruská mytologie

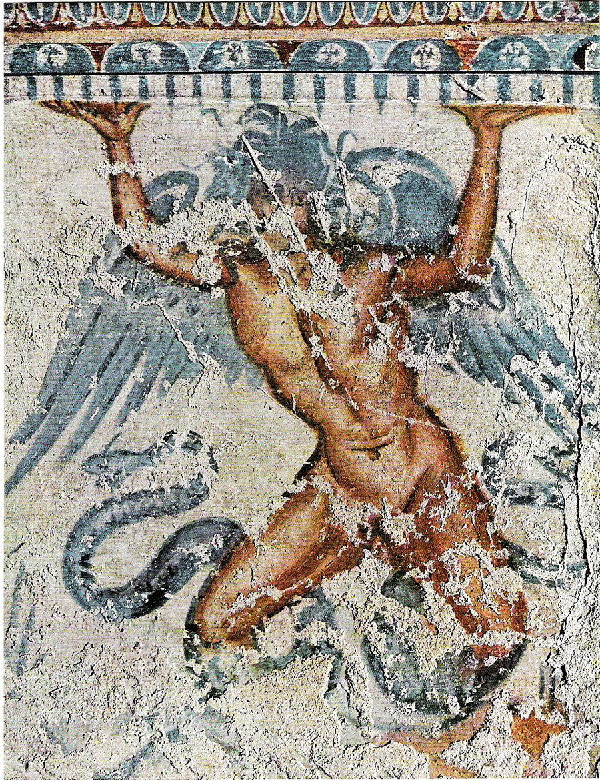
Etruská nástěnná malba řeckého boha Týfóna

Etruskové byli národ neznámého původu žijící na severu Itálie, který byl inkorporován do římské kultury a politicky se stal součástí Římské republiky. Etruskové měli náboženství i podpůrnou mytologii. Náboženství a mytologie se zčásti inspirovaly u starších domorodých a řeckých náboženství. Ovlivněni byli zejména Řeky. Mnoho etruských zvyků, názorů a duchovna se stalo součástí římské kultury, včetně římského pantheonu.

## Polyteistický systém víry
Etruský systém víry byl polyteistický, takže všechny viditelné jevy byly považovány za projev boží síly a ta síla se dělila na božstva, která neustále působila na lidském světě. Evidentní jsou tři skupiny rozsáhlých etruských uměleckých motivů. Jedním z nich byla božstva přírody: Catha a Usil – Slunce, Tivr – měsíc, Selvans, Turan – bohyně lásky, Laran – bůh války, Leinth – bohyně smrti, Maris, Thalna, Turms a slavný Fufluns, jehož jméno se vztahuje (neznámo jak) k městu Populonia a na „populus Romanus“ (lid římský). Pravděpodobně byl bohem lidí.
Nad tímto společenstvím nižších božstev vládla božstva vyšší, zřejmě převzatý indo-evropský systém: Tin či Tinia – nebesa, jeho manželka Uni (Juno) a Cel – bohyně země. Do etruského systému byli přidáni řečtí bohové Aritimi (Artemis), Menrva (Minerva), Pacha (Dionýsos). Do uměleckých motivů byli převzati i řečtí hrdinové od Homéra.

## Náboženské praktiky

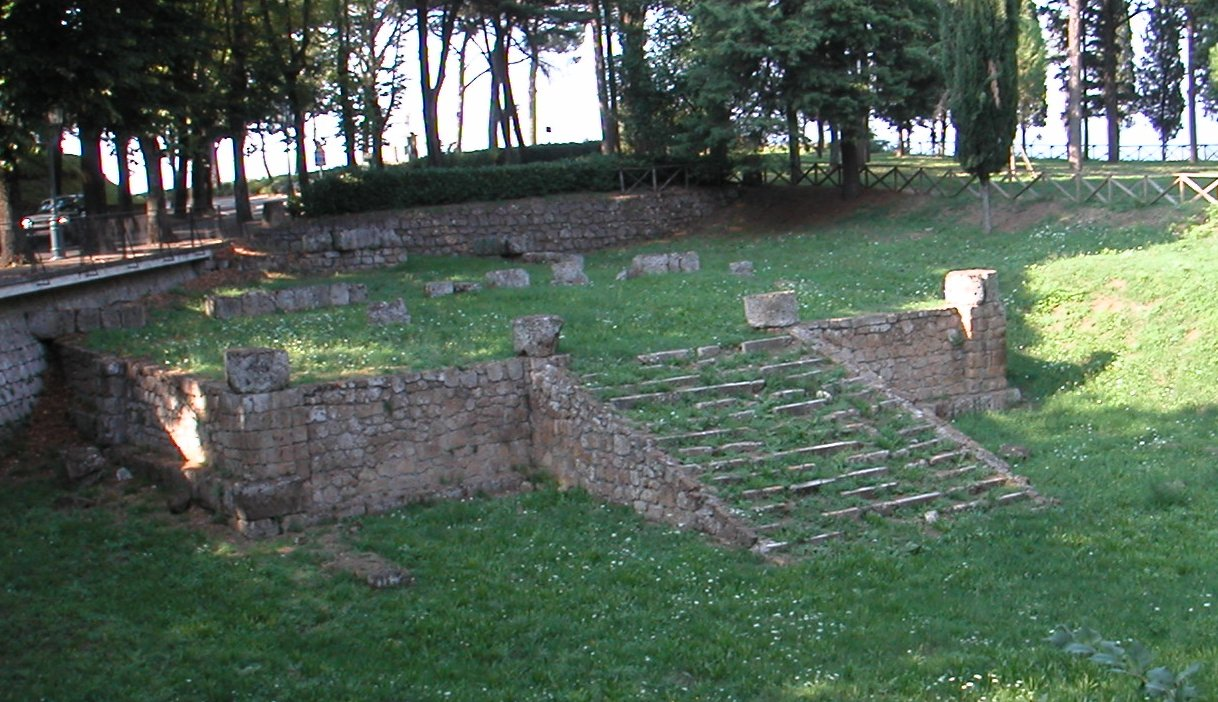
Vzácné etruské fanu (sídlo bohů)

Etruskové věřili v blízký osobní kontakt s bohy. Bez konzultace s nimi a božských znamení nic nečinili. Tyto praktiky byly později plně převzaty Římany. Pro boha měli označení ais (později eis, plurál je aisar). Místo, kde se nacházeli se označovalo jako fanu či luth, posvátné místo, stejně jako favi, hrob či chrám. Na těchto místech se prováděla fler (pl. flerchva), tj. oběť či obětní dar.
Kolem mun či muni, tj. hrobek, byli man či mani (latinsky: manes), duchové předků. Zesnulý cestoval do posvětí označovaného Aita „Hádés“ a bývá označován jako hinthial (doslova „ten kdo je dole“). Zvláštní soudce cechase dohlížel na cecha či rath, tj. svaté věci. Každý člověk měl náboženské povinnosti. Etruskové například uměli „číst“ z jater ovce, kterou obětovali. Byl nalezen model jater vyrobených z bronzu, jehož náboženská hodnota je stále předmětem sporů. Věštění pomocí haruspicie (Haruspik, latinsky: haruspex), bylo označení pro původně etruského kněze, který se věnoval předpovídání budoucnosti z vnitřností obětovaných zvířat. Tento způsob věštění je tradicí pocházející ze zemí úrodného půlměsíce.

## Posmrtný život
Stejně jako Egypťané, i Etruskové věřili ve věčný život, ale posmrtný blahobyt byl spojený se způsobem pochování. Hrobky byly v mnohých případech lépe zařízené než domy, měly rozsáhlé prostory, na stěnách byly namalovaná fresky a nechyběl ani nábytek. Většina etruských hrobek byla vypleněna. V hrobce, obzvlášť na sarkofágu, byla znázorněna osoba, pravděpodobně tak, jak chtěla vypadat v posmrtném životě. Některé sochy jsou velmi realistické, a tak není žádný problém rekonstruovat vzhled Etrusků. Jejich cílem bylo vypadat jako usměvaví lidé, kteří mají blízko ke své rodině a přátelům.

## Bytosti
Mezi mnohé mytologické postavy patří také ty z podsvětí, například Charun, Culsu, Februus, Mania, Mantus, Nethuns, Tuchulcha a Vanth.

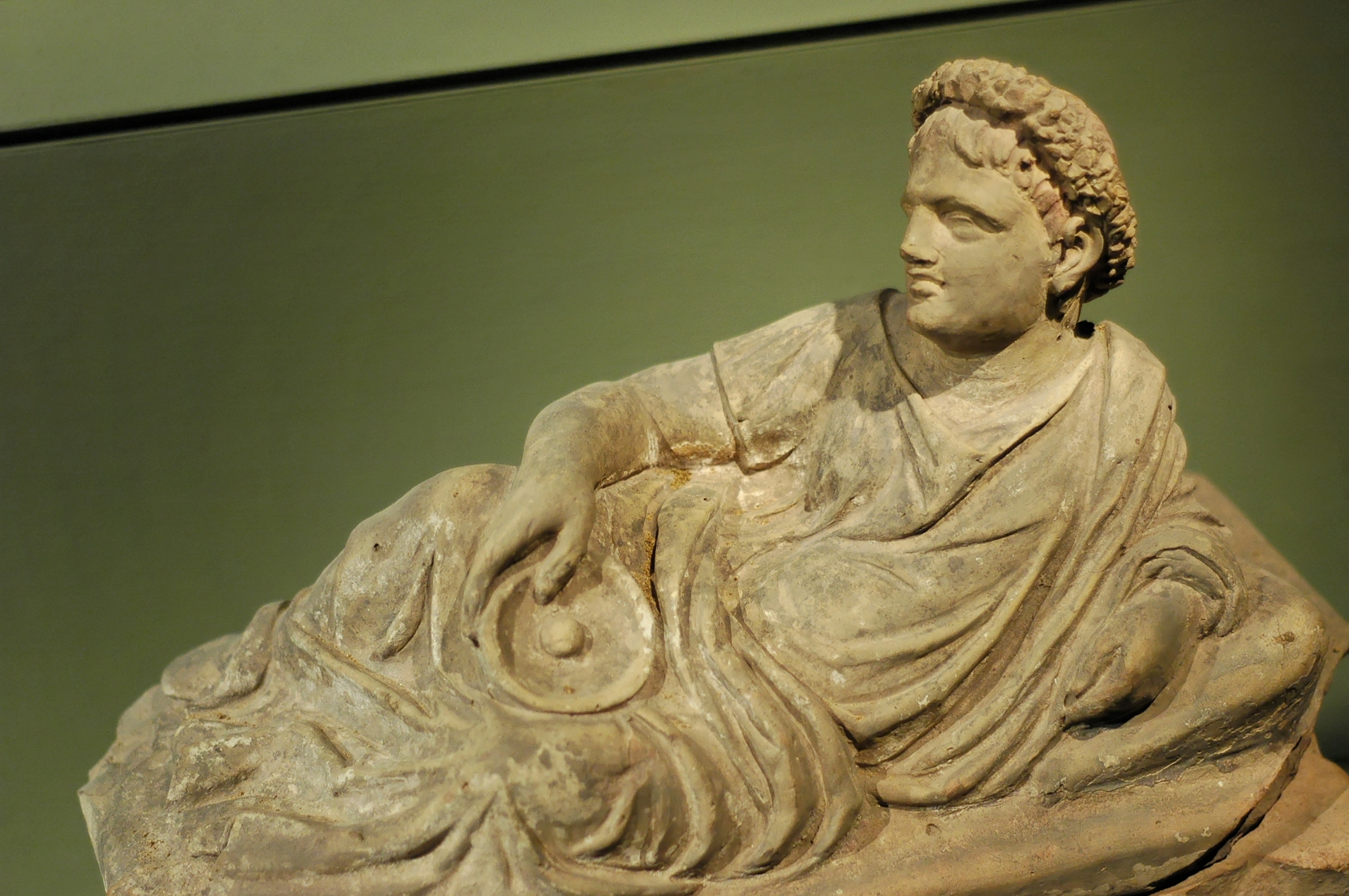
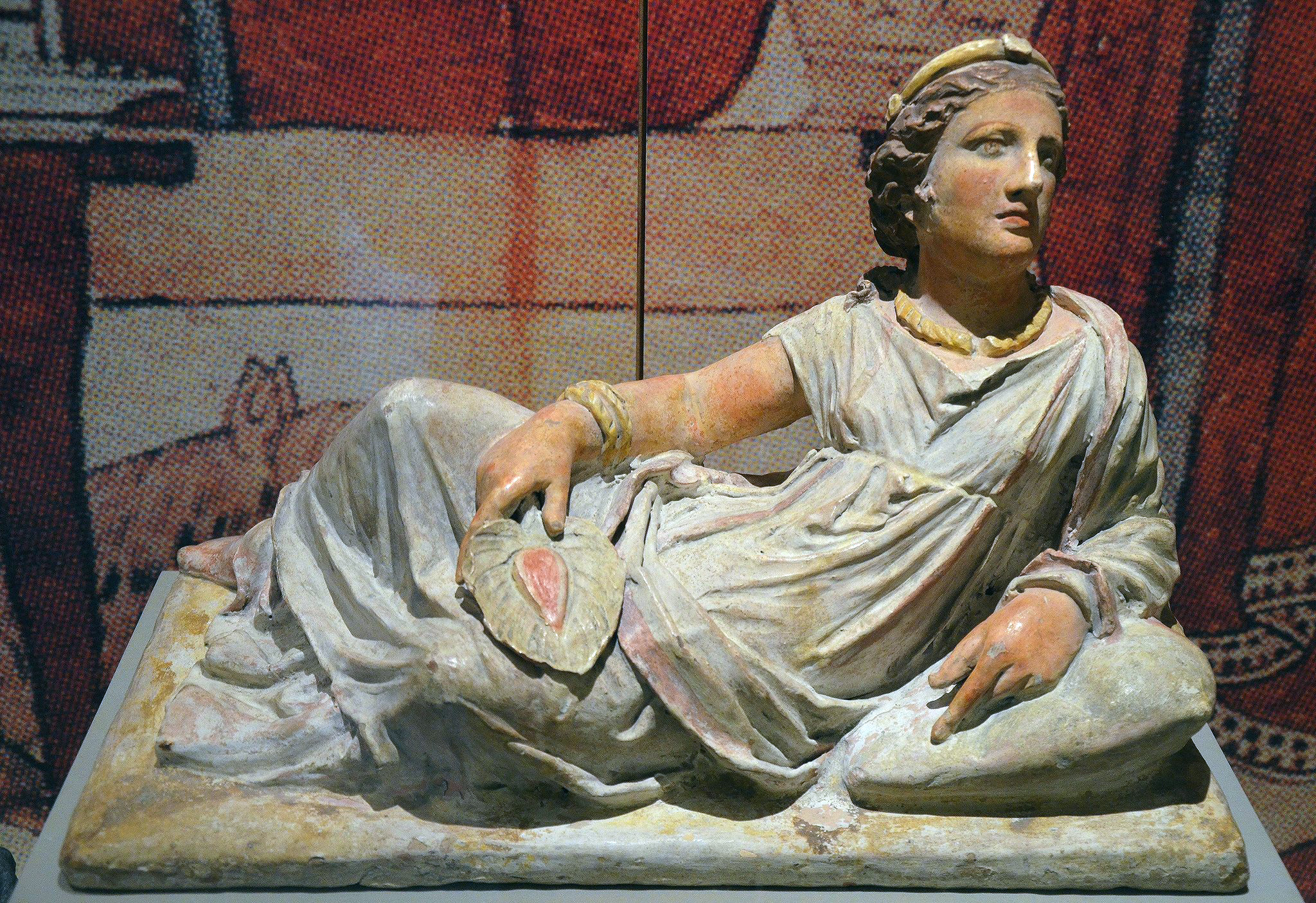
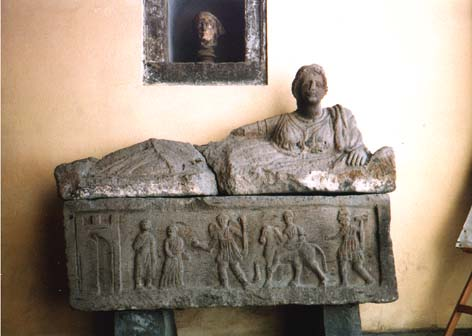